# صيفرية باردة
صيفرية باردة (الاسم العلمي: Flavobacterium frigidarium) هي نوع من البكتيريا، سلبية الغرام، تتبع جنس صيفرية.